# New Zealand Football Championship 2015/16
Die New Zealand Football Championship 2015/16 ist die zwölfte Spielzeit der höchsten neuseeländischen Spielklasse im Fußball der Männer. Sie begann am 8. November 2015 und endet am 10. März 2016 mit dem Finale.

## Modus
Zunächst spielen alle Mannschaften in einer aus acht Mannschaften bestehenden Liga in Hin- und Rückrunde gegeneinander, sodass jedes Team 14 Spiele bestritt. Die ersten vier Mannschaften nach der Vorrunde qualifizieren sich für die Meisterschaftsplayoffs, deren Halbfinale ebenfalls in Hin- und Rückspiel ausgetragen werden. Im Finale wird jedoch nur ein Spiel gespielt.

## Vorrunde

### Abschlusstabelle
| Pl. | Verein                | Sp. | S  | U | N  | Tore    | Diff. | Punkte |
| --- | --------------------- | --- | -- | - | -- | ------- | ----- | ------ |
| 1.  | Auckland City FC (M)  | 14  | 12 | 2 | 0  | 043:120 | +31   | 38     |
| 2.  | Hawke’s Bay United    | 14  | 9  | 3 | 2  | 029:160 | +13   | 30     |
| 3.  | Team Wellington       | 14  | 8  | 3 | 3  | 036:210 | +15   | 27     |
| 4.  | Canterbury United     | 14  | 8  | 2 | 4  | 028:230 | +5    | 26     |
| 5.  | WaiBOP United         | 14  | 6  | 0 | 8  | 029:270 | +2    | 18     |
| 6.  | Waitakere United      | 14  | 4  | 1 | 9  | 023:360 | −13   | 13     |
| 7.  | Wellington Phoenix II | 14  | 2  | 1 | 11 | 024:460 | −22   | 07     |
| 8.  | Southern United       | 14  | 1  | 0 | 13 | 011:420 | −31   | 03     |

| (M) | amtierender neuseeländischer Meister |

### Kreuztabelle
| 2015/16 Vorrunde      | Auckland City FC | Canterbury United | Hawke’s Bay United | Southern United | Team Wellington | WaiBOP United |     |     |
| --------------------- | ---------------- | ----------------- | ------------------ | --------------- | --------------- | ------------- | --- | --- |
| Auckland City FC      |                  | 4:1               | 1:1                | 3:1             | 1:0             | 4:1           | 5:1 | 4:2 |
| Canterbury United     | 1:3              |                   | 1:3                | 3:2             | 2:1             | 2:0           | 2:0 | 3:1 |
| Hawke’s Bay United    | 1:3              | 2:0               |                    | 3:0             | 2:2             | 2:0           | 2:1 | 5:5 |
| Southern United       | 0:4              | 1:3               | 1:2                |                 | 0:3             | 1:2           | 0:2 | 1:0 |
| Team Wellington       | 2:2              | 2:2               | 0:2                | 4:1             |                 | 3:1           | 3:1 | 3:2 |
| WaiBOP United         | 0:2              | 2:3               | 0:1                | 3:0             | 2:3             |               | 5:0 | 4:2 |
| Waitakere United      | 0:4              | 2:2               | 2:1                | 6:0             | 2:4             | 1:5           |     | 4:1 |
| Wellington Phoenix II | 1:3              | 0:3               | 0:2                | 4:3             | 1:6             | 3:4           | 2:1 |     |

## Meisterplayoff

### Halbfinale
| Datum             |                    | Ergebnis  |                   | Ort                        |
| ----------------- | ------------------ | --------- | ----------------- | -------------------------- |
| Sa., 5. März 2016 | Auckland City FC   | 2:1 (0:0) | Canterbury United | Auckland (Kiwitea Street)  |
| So., 6. März 2016 | Hawke’s Bay United | 1:3 (1:2) | Team Wellington   | Napier (Bluewater Stadium) |

### Finale
| Datum              |                  | Ergebnis             |                 | Ort                              |
| ------------------ | ---------------- | -------------------- | --------------- | -------------------------------- |
| Do., 10. März 2016 | Auckland City FC | 2:4 n. V. (2:2, 0:0) | Team Wellington | Auckland (North Harbour Stadium) |

## Weblink
- Spieltage und Tabellen auf rsssf.org